# 녹명초등학교
녹명초등학교는 대한민국 부산광역시 강서구 녹산동에 있는 공립 초등학교이다.

## 학교 연혁
- 1909년 3월 1일: 김해군 사립녹명학교 개교
- 1935년 3월 5일: 녹산공립보통학교 부설 화전간이학교 설립인가
- 1946년 9월 30일: 녹명국민학교 승격 인가
- 1956년 10월 30일: 현재 위치로 이전 개교
- 1981년 3월 1일: 병설유치원 설립인가
- 1989년 1월 1일: 부산시로 편입
- 1996년 3월 1일: 녹명초등학교로 개칭
- 2003년 2월 11일: 교사 신축, 유치원 현관 개축
- 2003년 10월 6일: 과학실 현대화 사업 완료
- 2003년 10월 30일: 교육 전산망 증축사업 완료
- 2005년 5월 30일: 녹명 BBS 평생학습관 설립
- 2009년 2월 28일: 영어체험실 구축
- 2014년 2월 27일: 평생학습관 리모델링

## 참고 자료
- 녹명초등학교 - 한국교육학술정보원 학교알리미